# Sokollu Mehmet Paxá
Sokollu Mehmed Paxá (em turco otomano: سوکلو محمد پاشا; romaniz.: Sokollu Mehmed Paşa; 1506 — 11 de outubro de 1579) foi um estadista otomano. Nascido na Bósnia otomana em uma família ortodoxa sérvia, Mehmed foi levado embora em uma idade precoce como parte do sistema devşirme otomano de meninos cristãos a serem criados para servir como um janízaro. Esses meninos foram convertidos forçadamente ao Islã, criados e educados, mas, por sua vez, foram oferecidas grandes oportunidades para se destacarem e se elevarem dentro do sistema imperial otomano; Sokollu Mehmed Pasha é um dos muitos que fizeram o melhor de suas carreiras .
Ele subiu ao longo das fileiras do sistema imperial otomano, tendo eventualmente alcançado posições como comandante da guarda imperial (1543-1546), Almirante da Frota (1546-1551), Governador-Geral da Rumélia (1551-1555), Terceiro Visir (1555-1561), segundo Vizir (1561-1565) e como Grão-Vizir (1565-1579, durante um total de 14 anos, três meses, 17 dias) sob três sultões: Solimão, o Magnífico, Selim II e Murade III. Ele foi assassinado em 1579, terminando sua regra de quase 15 anos como governante de facto do Império Otomano.